# مورسنگ‌چشم غول‌پیکر
مورسنگ‌چشم غول‌پیکر (نام علمی: Batara cinerea) نام یک گونه از تیره مورچه‌مرغ است.